# برنهارد گرمسهاوسن
برنهارد گرمسهاوسن (به آلمانی: Bernhard Germeshausen)؛ زادهٔ ۲۱ اوت ۱۹۵۱ – ۱۵ آوریل ۲۰۲۲) ورزشکار مرد رشتهٔ بابسلد اهل کشور آلمان شرقی بود. وی در بین سال‌های ‎۱۹۷۶ تا ۱۹۸۰ میلادی در مسابقات بازی‌های المپیک زمستانی در مجموع ۴ مدال، شامل ۳ مدال طلا و ۱ نقره را کسب کرد.